# Hrabstwo Greeley (Nebraska)

Piramida wieku hrabstwa

Hrabstwo Greeley (ang. Greeley County) – hrabstwo w stanie Nebraska w Stanach Zjednoczonych. W roku 2010 liczba mieszkańców wyniosła 2714. Stolicą jest Greeley Center.

## Geografia
Całkowita powierzchnia wynosi 1478 km² z czego woda stanowi 2,2 km².

### Wioski
- Greeley Center
- Scotia
- Spalding
- Wolbach